# Newark, California

Plasarea geografică a comitatului Alameda în statul California și a orașului Newark în cadrul comitatului.

Newark este un oraș situat în comitatul Alameda, statul California, Statele Unite ale Americii. Încorporat ca oraș în anul 1955, Newark se prezintă ca o enclavă a orașului Fremont. Conform recensământului Census 2000, efectuat de United States Censusu Bureau, localitatea avea 42.471. Estimarea din ianuarie 2009, a departamentului de finanțe al Californiei, California State Department of Finance, era de 44,035 de locuitori.
1. ↑  Recensământul Statelor Unite ale Americii din 2010, accesat în 9 iulie 2020